# Echidnopsis radians
Echidnopsis radians är en oleanderväxtart som beskrevs av M. Bellerue-bleck. Echidnopsis radians ingår i släktet Echidnopsis och familjen oleanderväxter. Inga underarter finns listade i Catalogue of Life.